# Чонка Юрій Володимирович
Чонка Юрій Володимирович (* 31 травня 1991, с. Велика Копаня, Виноградівський район, Закарпаття) — український футболіст, атакувальний півзахисник.

## Біографія
Перші футбольні кроки зробив у ДЮСШ (Виноградів). Пізніше продовжив навчання в ужгородській СДЮШОР.
У 2010 році виступав за аматорський футбольний клуб «Берегвідейк» з м. Берегове, що на Закарпатті. У його складі він виступав у Чемпіонаті України серед аматорів, і завоював Кубок України серед аматорів.
У грудні 2010 році був визнаний найкращим футболістом чемпіонату Закарпаття
Після цього Чонка був запрошений на перегляд до «Металіста» і у лютому 2011 року підписав з ним контракт на 5 років. Єдину гру у основному складі харків'ян Юрій провів 21 вересня 2011 року у рамках 1/16 фіналу Кубку України проти свого колишнього клубу, «Берегвідейка». Гравець відіграв увесь матч, який завершився перемогою «Металіста» з рахунком 3:0.
У 2013 році виступав на правах оренди з «Металіста» за білоруську команду «Нафтан».

## Кар'єра
Статистичні дані станом на 14 серпня 2011 року
| Сезон     | Клуб                  | Матчі | Голи |
| --------- | --------------------- | ----- | ---- |
| 2010—2011 | «Металіст-Д» (Харків) | 10    | 1    |
| 2011—2012 | «Металіст-Д»(Харків)  | 6     | 2    |

## Досягнення
- Володар Кубка України з футболу серед аматорів: 2010.
- Найкращий гравець Чемпіонату Закарпатської області з футболу: 2010.[4]